# Swissminiatur
Swissminiatur is een Zwitsers miniatuurpark in het kanton Ticino, gevestigd in Melide, aan de oevers van het meer van Lugano. Het park werd opgericht door Pierre Vuigner en werd ingehuldigd op 6 juni 1959 en vierde in 2019 zijn eerste 60-jarig bestaan.
Het park heeft een oppervlakte van 14.000 m², en exposeert meer dan 130 modellen van de beroemdste gebouwen en monumenten evenals typische gebouwen van Zwitserland, op een schaal van 1:25. De tentoonstelling wordt voortdurend aangevuld en licht aangepast. Voor liefhebbers van modelspoorbanen is er een netwerk van 3.560 m miniatuurspoorwegen dat door het park slingert. Daarop rijden er 18 treinen. Ook zijn er evenals enkele tandradbanen, gondel- en kabelbanen en stoeltjesliften, evenals modelschepen en -vliegtuigen. In een park met circa 15.000 bloemen en meer dan 1.500 bomen, kan een beeld van Zwitserland in een halve dag worden verkend. Naast een kinderspeelpark is er ook een zelfbedieningsrestaurant en een souvenirwinkel. Swissminiatur wordt jaarlijks door ongeveer 200.000 mensen bezocht.
In 2003, ter gelegenheid van de 200ste verjaardag van de toetreding van het kanton Ticino tot de Zwitserse Bondsstaat, werd een miniatuurmodel van de Dom van Milaan in de tentoonstelling opgenomen. Het inloopmodel laat de bezoekers ook toe via een dwarsdoorsnede het interieur van de Dom te bekijken. Het is het enige niet-Zwitserse object in Swissminiatur en is bedoeld om Ticino's vroegere band met het hertogdom Milaan te herdenken.
Swissminiatur is met verschillende vervoersmodi goed te bereiken. Het park ligt zowel aan het station Melinde van de Gotthardspoorlijn als aan een afrit van de snelweg A2, ongeveer 5 km ten zuiden van Lugano aan de Ponte-diga di Melide.
Vanuit het park is een mooi zicht op de omliggende bergen zoals de Monte Generoso, de Monte San Salvatore en de Monte San Giorgio.
| Miniatuurobject | Afbeelding |
| --- | ---------- |
| Bundeshaus in de bondsstad Bern |            |
| Terminal van Flughafen Zürich |            |
| Bergkirchli bij Arosa |            |
| Castello Montebello in Bellinzona |            |
| Cathédrale Notre-Dame de Lausanne in Lausanne |            |
| Bergstation van de Rotairbaan bij de top van de Titlis                                                                                                |            |
| Cathédrale Saint-Pierre in Genève |            |
| Ponte dei Salti in Lavertezzo |            |
| De Duomo Santa Maria Nascente van Milaan als inloopmodel die inkijk in het interieur toelaat, werd in 2003 toegevoegd als enig niet Zwitsers bouwwerk |            |
| De Leeuw van Luzern, het Löwendenkmal van Luzern |            |
| De Verzorgingsplaats Würenlos langs de A1/A3 |            |
| De miniatuurversie van de Monte San Salvatore op de voorgrond, de echte Monte San Salvatore op de achtergrond                                         |            |